# Anulação da dívida
Anulação da dívida é o perdão parcial ou total de dívida, ou o atraso ou interrupção do seu crescimento, contraída por particulares, empresas ou estados.
Tradicionalmente, deste tempos antigos até ao século XIX, refere-se a dívida doméstica, em particular resultante da atividade na agricultura ou libertação de escravos. No final do século XX passou a designar quase exclusivamente a dívida do Terceiro Mundo, que exponencialmente cresceu durante a crise de dívida da América Latina (exemplo, México em 1982). No início do século XXI tem vindo a designar também a dívida de particulares em países desenvolvidos, devido à crise financeira e à oscilação no preço da habitação e bens essenciais.
Em 2000, por ocasião do ano do Grande Jubileu, o Papa João Paulo II pronunciou-se publicamente em favor da anulação da dívida com a carta apostólica Tertio Millennio Adveniente.
De seguida, a anulação da dívida foi tomada como causa por muitos governos ocidentais e organizações não governamentais, tornando-se um objetivo explícito de organismos como o Fundo Monetário Internacional e o Banco Mundial.